# Vinderups kommun
Vinderups kommun var en kommun i Ringkjøbings amt i västra Danmark. Sedan 2007 ingår den i Holstebro kommun.